# James Cracknell
James Cracknell OBE (* 5. Mai 1972 in Sutton) ist ein ehemaliger britischer Ruderer, zweifacher Goldmedaillengewinner bei Olympischen Spielen und heutiger Abenteurer.

## Karriere als Ruderer
In seiner frühen Karriere nahm Cracknell zwischen 1991 und 1995 viermal an den Ruder-Weltmeisterschaften teil, ohne dabei eine Medaille zu gewinnen. Zur Saison 1995 wechselte er vorübergehend vom Riemen- ins Skull-Lager. Bei seinen ersten Olympischen Spielen 1996 in Atlanta nahm er mit Bob Thatcher im Doppelzweier teil und erreichte Platz 17.
In der darauf folgenden Saison 1997 wechselte Cracknell zurück in den Vierer ohne Steuermann. Gemeinsam mit Matthew Pinsent, Sir Steven Redgrave und Tim Foster (1997 und 1998) bzw. Ed Coode (1999) bildete er eine sehr erfolgreiche Mannschaft und konnte drei Jahre in Folge Ruder-Weltmeister werden. Bei den Olympischen Sommerspielen 2000 in Sydney gewann die Mannschaft die Goldmedaille im Vierer ohne Steuermann.
Cracknell und Pinsent stiegen danach in den Zweier ohne Steuermann, da Redgrave nach seiner fünften olympischen Goldmedaille und auch Foster ihre aktiven Karrieren beendeten und der Goldvierer auseinanderbrach. Bei den Ruder-Weltmeisterschaften 2001 in Luzern gewannen sie innerhalb eines Tages den Weltmeistertitel im Zweier mit Steuermann und im Zweier ohne Steuermann, jeweils mit nur geringem Vorsprung auf die zweitplatzierten Boote. Während sie bei den folgenden Ruder-Weltmeisterschaften 2002 in Sevilla den WM-Titel im Zweier ohne Steuermann wiederholen konnten, blieb der Erfolg im Jahr 2003 aus. Bei der WM in Mailand belegten sie nur den vierten Platz und stiegen danach im Hinblick auf die anstehenden Olympische Sommerspiele 2004 in Athen wieder in den Vierer ohne Steuermann mit Steve Williams und Alex Partridge, der später verletzungsbedingt durch Ed Coode ersetzt wurde. Mit einem Vorsprung von nur acht Hundertstelsekunden konnten Cracknell, Pinsent, Coode und Williams die Goldmedaille in Athen vor dem Vorjahresweltmeister aus Kanada gewinnen. Cracknell unterbrach danach zunächst seine aktive Karriere als Ruderer. Zu einer späteren Fortsetzung kam es allerdings nicht mehr.
Für seine Erfolge im Rudersport wurde Cracknell im Jahr 2000 der Verdienstorden Member of the British Empire (MBE) verliehen. 2004 nach dem zweiten Olympiasieg folgte die Auszeichnung zum Office of the British Empire (OBE). Er startete für den Leander Club in Henley-on-Thames.
Als ältestem Teilnehmer aller Zeiten gelang Cracknell im Jahr 2019 als Philosophiestudent mit Cambridge ein Sieg im traditionellen jährlichen Ruderduell zwischen den Universitäten Cambridge und Oxford auf der Themse.

## Karriere als Abenteurer
Im Winter 2005/06 nahm Cracknell im Zweier gemeinsam mit dem britischen TV-Moderator Ben Fogle am Atlantic Rowing Race teil, einer transatlantischen Regatta im Ozeanrudern. Fogle konnte beim Beginn des Rennens kaum rudern. Im hochseetauglichen Ruderboot „Spirit of EDF Energy“ konnten sie die 4700 Kilometer innerhalb von 49 Tagen, 19 Stunden und 8 Minuten als schnellster Zweier absolvieren. Da sie unterwegs allerdings gekentert waren und dadurch auf das im Boot gelagerte Ballastwasser als Trinkwasser zurückgreifen mussten, wurden sie gemäß Regelwerk zurückversetzt und als zweitplatziertes Team gewertet. Die Erlebnisse der Atlantiküberquerung haben Cracknell und Fogle im Buch The Crossing: Conquering the Atlantic in the World′s Thoughest Rowing Race veröffentlicht.
Später nahm er mit Ed Coats und wiederum Ben Fogle am „Amundsen Omega3 South Pole Race 2008“ in der Antarktis teil. Eine Distanz von rund 750 Kilometern war dabei im Wettkampf mit vier anderen Teams zurückzulegen, wobei jegliche Ausrüstung auf Schlitten ohne Hilfsmittel transportiert werden musste. Die BBC sendete über das Rennen eine mehrteilige Dokumentation.

## Schriften
- James Cracknell, Ben Fogle: The Crossing: Conquering the Atlantic in the World′s Thoughest Rowing Race. Atlantic Books, London 2007, ISBN 978-1-84354-512-5.